# Part 2: Attention!
Part 2: Attention! je album české skupiny Atari Terror z roku 2007. Na albu se nachází celkem 14 skladeb, z nichž pouze „Sweetest Pie“ se objevila již dříve na demonahrávce Part 1: The Rise of Motofoko - First Blood z roku 2004.
V březnu roku 2008 vyšel videoklip ke skladbě „Attention!“, počátkem roku 2009 pak měl premiéru videoklip „Motofoko“.
Při příležitosti koncertu spolu s Korn umístila skupina Atari Terror album na internet na čtrnáct dní album ke stažení a posluchačům nechala možnost zvolit si cenu.

## Seznam skladeb
1. The Beginning
2. Attention!
3. Wonderful Underground
4. Motofoko
5. Chosen One
6. Only
7. Airbag Death
8. Fight For Your Country
9. Honey Honey
10. Sweetest Pie
11. Sky Burning
12. Carramba
13. War
14. Bleeding Tree